# Grădina (gmina)
Grădina – gmina w Rumunii, w okręgu Konstanca. Obejmuje miejscowości Casian, Cheia i Grădina. W 2011 roku liczyła 1050 mieszkańców.